# 北石佛镇
北石佛镇，原为北石佛乡，是中华人民共和国河北省保定市涞源县下辖的一个乡镇级行政单位。2021年10月撤乡设镇。

## 行政区划
北石佛镇下辖以下地区：
北石佛村、石道沟村、南石佛村、赵家井村、北上屯村、南上屯村、白绸村、西道沟村、牌坊村、冀家会村、东石佛村、红泉村、艾河村、马庄村、张家峪村和刘家咀村。